# Mika Marila
Mika Kullervo Marila (* 9. Februar 1973 in Janakkala) ist ein ehemaliger finnischer Skirennläufer. Er startete hauptsächlich im Slalom.

## Karriere
Marila gab sein internationales Renndebüt 1990 bei den Juniorenweltmeisterschaften in Zinal, wobei er seine beste Platzierung mit Rang 13 im Slalom erreichte. Am 29. November 1992 gab er sein Weltcupdebüt im Slalom von Sestriere, wobei er mit Rang 24 auf Anhieb seine ersten Weltcuppunkte gewinnen konnte. Aufgrund dieser Leistung konnte er sich für die Weltmeisterschaften in Morioka qualifizieren, wo er mit Rang 19 im Slalom erneut eine Talentprobe abgab.
Im darauffolgenden Jahr erreichte er mit dem 12. Platz im Slalom bei den Olympischen Winterspielen in Lillehammer sein bestes Ergebnis bei einem internationalen Großereignis.
Zu Ende der Saison 1998/99 wurde er finnischer Meister, wobei er den amtierenden Weltmeister Kalle Palander besiegte.
Am 23. November 1999 erreichte Marila beim Slalom von Vail mit Rang 6 seine beste Weltcupplatzierung.
In den darauffolgenden Jahren konnte Marila jedoch nicht an dieses Niveau anknüpfen, so gelang ihm kaum noch die Qualifikation für den zweiten Durchgang.
Sein letztes internationales Rennen bestritt er am 1. April 2006 in Tahko, danach trat er nicht mehr als Rennläufer in Erscheinung.

## Erfolge

### Olympische Winterspiele
- Lillehammer 1994: 12. Slalom, 21. Alpine Kombination, 40. Super-G
- Nagano 1998: DNF Riesenslalom, DNF Slalom

### Weltmeisterschaften
- Morioka 1993: 19. Slalom, 34. Riesenslalom
- Sierra Nevada 1996: DNF Slalom, DNS Riesenslalom
- Sestriere 1997: DNF Slalom
- Vail/Beaver Creek 1999: DNF Riesenslalom, DNF Slalom
- St. Anton 2001: DNF Slalom

### Juniorenweltmeisterschaften
- Zinal 1990: 13. Slalom, 62. Riesenslalom
- Geilo/Hemsedal 1991: 12. Slalom
- Maribor 1992: 27. Riesenslalom, 42. Super-G

### Europacup
- 6 Podestplätze, davon 3 Siege

| Datum             | Ort          | Land       | Disziplin |
| ----------------- | ------------ | ---------- | --------- |
| 6. Dezember 1994  | Geilo        | Norwegen   | Slalom    |
| 10. Januar 1999   | Hinterstoder | Österreich | Slalom    |
| 16. Dezember 1999 | Welschnofen  | Italien    | Slalom    |

### Far East Cup
- Ein Sieg

| Datum            | Ort      | Land     | Disziplin |
| ---------------- | -------- | -------- | --------- |
| 21. Februar 1997 | Yongpong | Südkorea | Slalom    |

### Nor-Am Cup
- 2 Platzierungen unter den besten 10

### Weiter Erfolge
- 15 Siege bei FIS-Rennen
- Finnischer Meister im Slalom (1996, 1999)
- Finnischer Vizemeister im Slalom (1997, 1998, 2000)
- Bronze bei den finnischen Meisterschaften im Riesenslalom (1996)
- Bronze bei den finnischen Meisterschaften im Slalom (2001)